# Poa alsodes
Poa alsodes là một loài cỏ trong họ hòa thảo, thuộc chi poa.